# Hedwiges Maduro
Hedwiges Martinez-Maduro, nizozemski nogometaš, * 13. februar 1985, Almere, Nizozemska.
Maduro je nekdanji nogometni branilec oz. obrambni vezni igralec, bil je tudi član nizozemske reprezentance.